# NewSpace

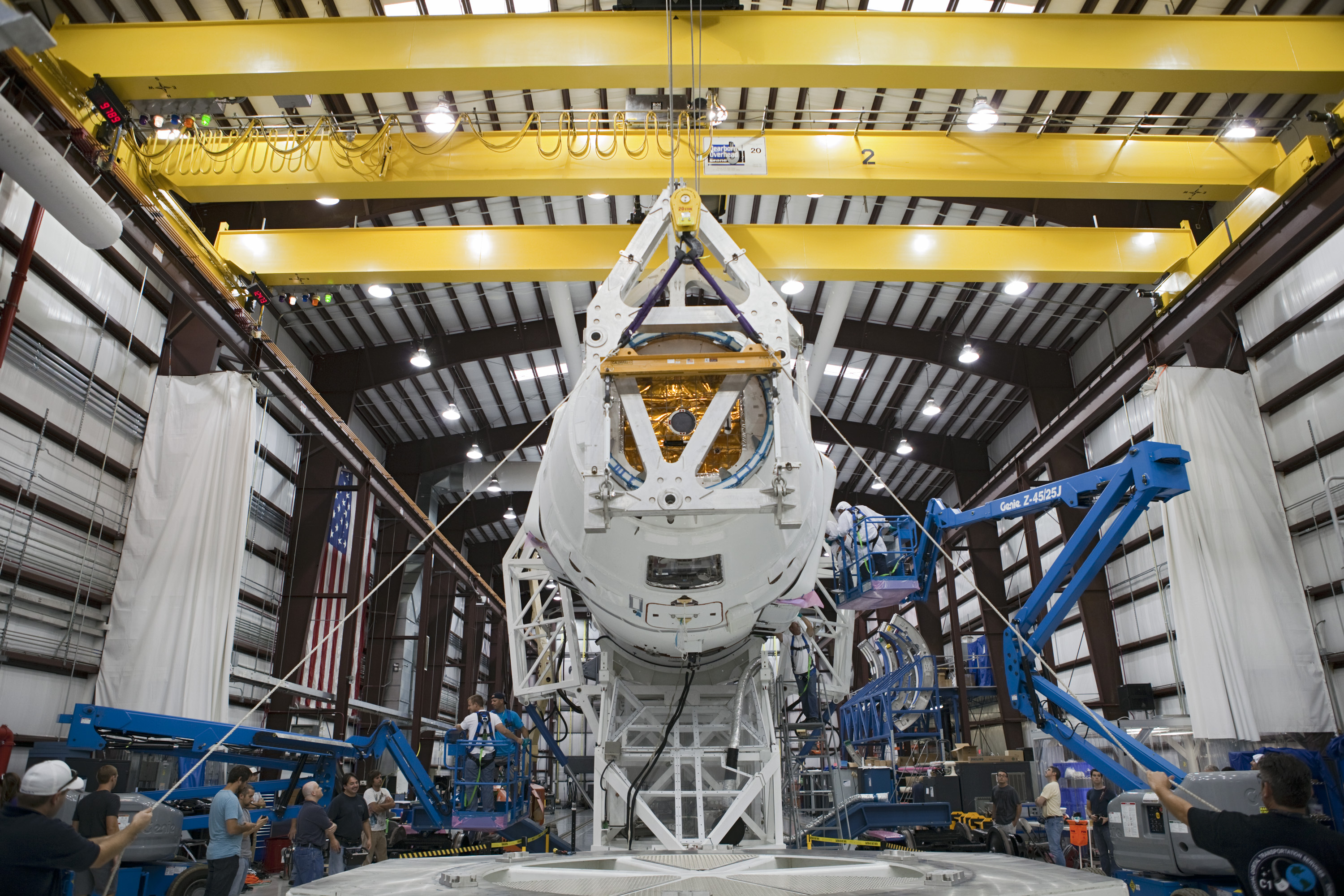
Acople de la nave Dragon al lanzador Falcon 9, de la compañía privada SpaceX, antes de su viaje hasta la Estación Espacial Internacional (2012).

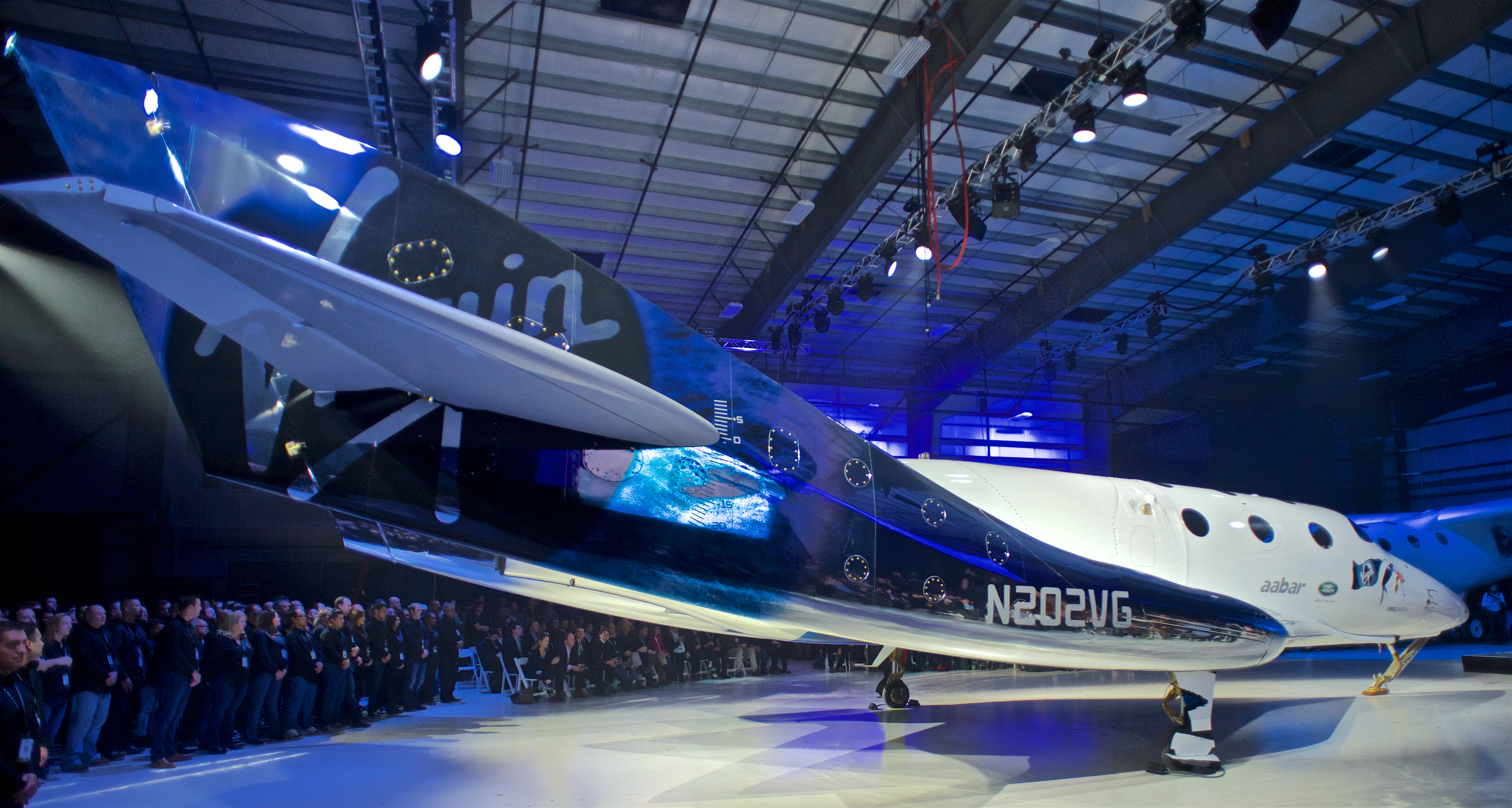
Virgin Galactic Unity 22.

De izquierda a derecha varios vehículos de lanzamiento espacial de SpaceX: Falcon 1, Falcon 9 v1.0, tres versiones de Falcon 9 v1.1, tres versiones de Falcon 9 v1.2 (Full Thrust), Falcon 9 Block 5 con cofia y con cápsula Dragon, y Falcon Heavy.

Nuevo Espacio (conocido como NewSpace en inglés), también como espacio emprendedor, astromorfismo, y espacio comercial -son términos paraguas para una filosofía que abarcan una industria privada emergente de manera global de vuelos espaciales privados. Específicamente, los términos se usan para referirse a un sector global comercial y empresas aeroespaciales relativamente nuevas y con clara vocación comercial que trabajan independientemente (de gobiernos y sus contratistas principales, por ejemplo, Old Space) desarrollan más rápidamente, de mejor manera y más económicamente, tecnologías espaciales y en general, a misiones espaciales, todo impulsado en gran parte por motivos comerciales, distintos de políticas u otras razones (aunque muchos ven los aspectos comerciales de NewSpace simplemente como los mejores medios para un más amplio, orientación socioeconómica, con la finalidad, en particular, de colonizar Marte y ubicar un asentamiento espacial). Estos términos también se extienden naturalmente a la comunidad mundial de diseñadores, refinadores, promotores y defensores de conceptos, arquitecturas, sistemas, tecnologías, misiones, programas, protocolos y políticas que permiten y apoyan las actividades de NewSpace en todas las dimensiones relevantes.
Actualmente hay 3 grandes empresas operando en este sector: SpaceX, perteneciente a Elon Musk; Blue Origin, perteneciente a Jeff Bezos y Virgin Galactic, perteneciente a Richard Branson.

## Historia
La carrera espacial, que comenzó a mediados de la década de 1950 con los vuelos espaciales, fue la más grande manifestación de la mayor competencia político-económica entre el capitalismo (representado por los Estados Unidos) y el comunismo (representado por la antigua Unión Soviética). Por esta razón, desde el principio, el establecimiento empresarial estadounidense -particularmente las firmas privadas más importantes directamente involucradas en el programa espacial de EE. UU.- ha defendido el desarrollo privado de la actividad espacial y todo lo relacionado con el espacio. En 1961, Ralph J. Cordiner, representado como uno de los decanos del establecimiento comercial estadounidense, entonces era presidente de General Electric (un contratista principal de chárter de la NASA y el programa espacial de EE. UU.), contribuyó con un capítulo titulado "Competitive Private Enterprise in Space" a la antología "Peacetime Uses of Outer Space". Aunque reconoció en su momento la realidad de tener que depender inicialmente de la vasta y conveniente organización, los recursos y el poder del gobierno de EE. UU. para abordar eficazmente el desafío espacial soviético inmediato, Cordiner abogaba por el dominio del sector privado, en última instancia, de la actividad espacial, en concordancia con los ideales capitalistas estadounidenses.

De hecho, Syncom, el sistema pionero de satélites de comunicaciones de Hughes Aircraft Company, se concibió originalmente como respuesta competitiva directa de la industria privada estadounidense al exitoso despliegue del Sputnik en 1957, el icónico evento de la Guerra Fría que desencadenó la carrera espacial. Mientras que Syncom finalmente se desarrolló con éxito en 1963, el Doctor Harold Rosen, ingeniero de la compañía Hughes responsable de desarrollar, defender y liderar a Syncom (hermano de Ben Rosen, capitalista y emprendedor de Silicon Valley y analista de sistemas de Wall Street), citó una falta general de confianza en las capacidades iniciales de lanzamiento del gobierno de EE. UU. Luego explicó el largo período de gestación del proyecto Syncom:
Este no fue el momento más auspicioso (finales de la década de 1950) para proponer un programa espacial comercial... La impresión más vívida que la mayoría de la gente tenía de las actividades relacionadas con el espacio fue el lanzamiento de cohetes en Cabo Cañaveral.

## Industrias verticales

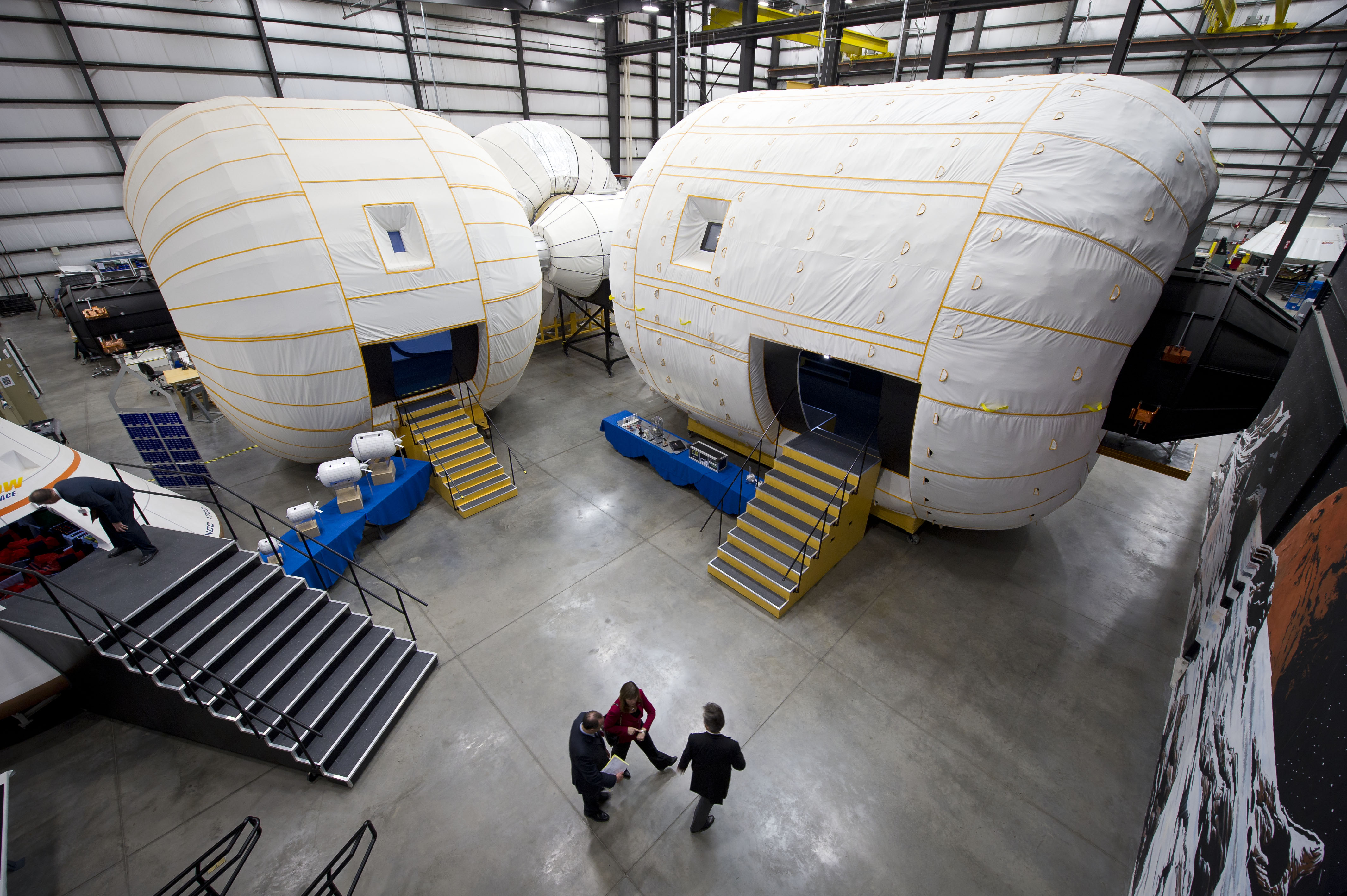
Instalaciones de Bigelow Aerospace.

Mientras que NewSpace es actualmente un fenómeno o fuerza de mercado principalmente horizontal que atraviesa o "converge" muchos "verticales" tradicionales y existentes en la industria espacial (por ejemplo, mercados verticales) -donde se incluyen naves espaciales, lanzaderas espaciales, vehículos y servicios, investigación científica, etc.- el último objetivo de NewSpace es que puede convertirse en una verdadera tecnología de propósito general (o meta-tecnología), permitiendo de forma única la creación de nuevos, emergentes e incluso inimaginables verticales, que incluyen:
- Lanzadores de vehículos de carga pesada como Falcon Heavy (SpaceX), BFR (SpaceX) o New Glenn (Blue Origin), New Armstrong[22] (Blue Origin)
- Lanzadores de Nano-Satélites por ejemplo Rocket Lab, Reaction Engines, PLD Space, Relativity Space, Firefly Aerospace, LandSpace, OneSpace y LinkSpace
- Imágenes para la Tierra y el Espacio con compañías como Planet Labs y Spire Global
- Turismo espacial: Space Adventures, Virgin Galactic o Blue Origin[23]
- Bienes inmuebles con Bigelow Aerospace (B330) y Axiom Space (Axiom Space Station)[24]
- Construcción en el espacio con Made in Space (Archinaut)[25] y Tethers Unlimited (Spiderfab)[26]
- Telecomunicaciones con varias constelaciones de satélites: SpaceX Starlink, OneWeb o Proyecto Kuiper (Amazon/Blue Origin).
- Aprovechamiento de energía
- Servicios fúnebres con entierro en el espacio. Tanto Elysium Space como Celestis ofrecen de forma masiva servicios de mercado.
- Minería de asteroides y planetas .
- Corretaje de investigación científica con NanoRacks
- Educación con Enterprise In Space desarrollando un programa de educación en línea[27] con compañías de NewSpace
- Arte y cultura con JP Aerospace's Exobiotanica, proyecto/exposición[28]

## Medioambiente gubernamental

Gráficos de los vuelos suborbitales SpaceShipOne, SpaceShipTwo y New Shepard a julio de 2021 por CMG Lee. Cuando el refuerzo y la cápsula alcanzaron diferentes altitudes, se traza la mayor. En el archivo SVG, coloque el cursor sobre un punto para mostrar detalles.

### Esquemas reguladores
En los Estados Unidos, las empresas y actividades de NewSpace están reguladas principalmente por la Oficina de Transporte Espacial Comercial de la FAA (generalmente conocida como FAA/AST). Sin embargo, dada la intersección de potencialmente muchos y variados intereses de la agencia en cualquier empresa NewSpace (por ejemplo, FAA, FCC, NOAA, DOD, NASA, FDA, DOE, DOC, etc.), y la participación de NewSpace como industria, parece que aún no se ha desarrollado y puesto en práctica un esquema regulatorio de EE. UU. comprensivo y fácil de usar para la satisfacción general de los participantes de NewSpace:
En este momento, existen brechas significativas entre la autoridad reguladora del gobierno de los EE. UU. y el proceso de licencias para empresas espaciales comerciales de reciente creación [es decir, empresas y proyectos de NewSpace]. Existen procesos para algunas empresas, pero no para otras. [...] En muchos casos, no está claro qué agencia, si es que hay alguna, ni qué firma comercial podrá obtener la aprobación. [...] La falta de reglas, autoridades y procesos claros está aumentando de manera innecesaria el riesgo para estas empresas. Peor aún, puede llevar a algunas de ellas a trasladarse a otros países en los que existe una mayor claridad normativa o menor supervisión.

### Leyes y regulaciones
- Derecho espacial
- Space Law 101:  An Introduction to Space Law (American Bar Association)
- European Centre for Space Law (ECSL)
- NASA Transition Authorization Act of 2017 (S.442)
- TREAT Astronauts Act (H.R.6076)
- Commercial Space Launch Act of 1984
- Commercial Space Launch Amendments Act of 2004
- SPACE Act of 2015
- 35 U.S.C. § 105 (Inventos en el espacio exterior)
- Executive Order 12465
- 42 U.S.C. 2465d

### Tratados internacionales
- United Nations Treaties and Principles on Outer Space
- U.S.-U.S.S.R. Space Agreements (1992 and Subsequent)

## Ecosistema empresarial

### Compañías activas
- Alba Orbital
- Alén Space
- Altius Space Machines
- Astrobotic Technology
- Bigelow Aerospace
- Blue Origin
- Celestial Circuits
- Celestis
- Copenhagen Suborbitals
- Digital Solid State Propulsion
- Earth2Orbit
- ELIGOS
- Exos Aerospace
- Final Frontier Design
- Firefly Aerospace
- Galactic Suite Design
- Generation Orbit
- Independence-X Aerospace
- Innovative Space Propulsion Systems
- Interorbital Systems
- JP Aerospace
- Lasermotive
- Made in Space (company)
- Masten Space Systems
- Mars One
- Momentus
- Moon Express
- Mynaric
- NanoRacks
- NovaWurks
- Orion Span
- Planet Labs
- Planetary Resources
- PLD Space
- Raptor Space Services
- Reaction Engines
- Relativity Space
- Roccor
- Rocket Lab
- Satellogic
- Scaled Composites
- Shackleton Energy Company
- Sierra Nevada
- Sky and Space Global
- Spaceflight Industries
- SpaceX
- Spire Global
- Stratolaunch Systems
- The Spaceship Company
- Tethers Unlimited
- UP Aerospace
- Vector Launch
- Ventions
- Virgin Galactic
- Virgin Orbit
- Zero Gravity Corporation
- Zero Point Frontiers Corporation

### Empresas inactivas o difuntas (por ejemplo, Pioneras de la industria)
- Andrews Space
- Armadillo Aerospace
- Deep Space Industries
- Escape Dynamics
- Firefly Space Systems — cesó sus operaciones en 2016; sus activos fueron adquiridos por nuevos inversores que formaron la Firefly Aerospace en 2017.[30]
- Garvey Spacecraft
- Golden Spike Company
- MirCorp
- Pioneer Rocketplane
- Rocket Racing League
- Rocketplane Kistler
- Rotary Rocket
- Sea Launch (Boeing JV)
- Skybox Imaging
- SpaceDev
- Space Island Project
- Swiss Space Systems
- XCOR Aerospace

### Otras organizaciones
- American Astronautical Society
- American Institute of Aeronautics and Astronautics (AIAA)
- B612 Foundation
- Center for the Advancement of Science in Space
- Commercial Spaceflight Federation
- The Gateway Foundation[31]
- Inspiration Mars Foundation
- (The) Mars Society
- National Space Society
- OpenLuna Foundation
- ShareSpace Foundation (Buzz Aldrin)
- Space Access Society
- Space Angels Network
- Space Foundation
- Space Frontier Foundation
- Space Studies Institute
- Space Settlement Institute
- Space Tourism Society
- TMRO
- U.S. Space & Rocket Center (USSRC)

### Órganos gubernamentales

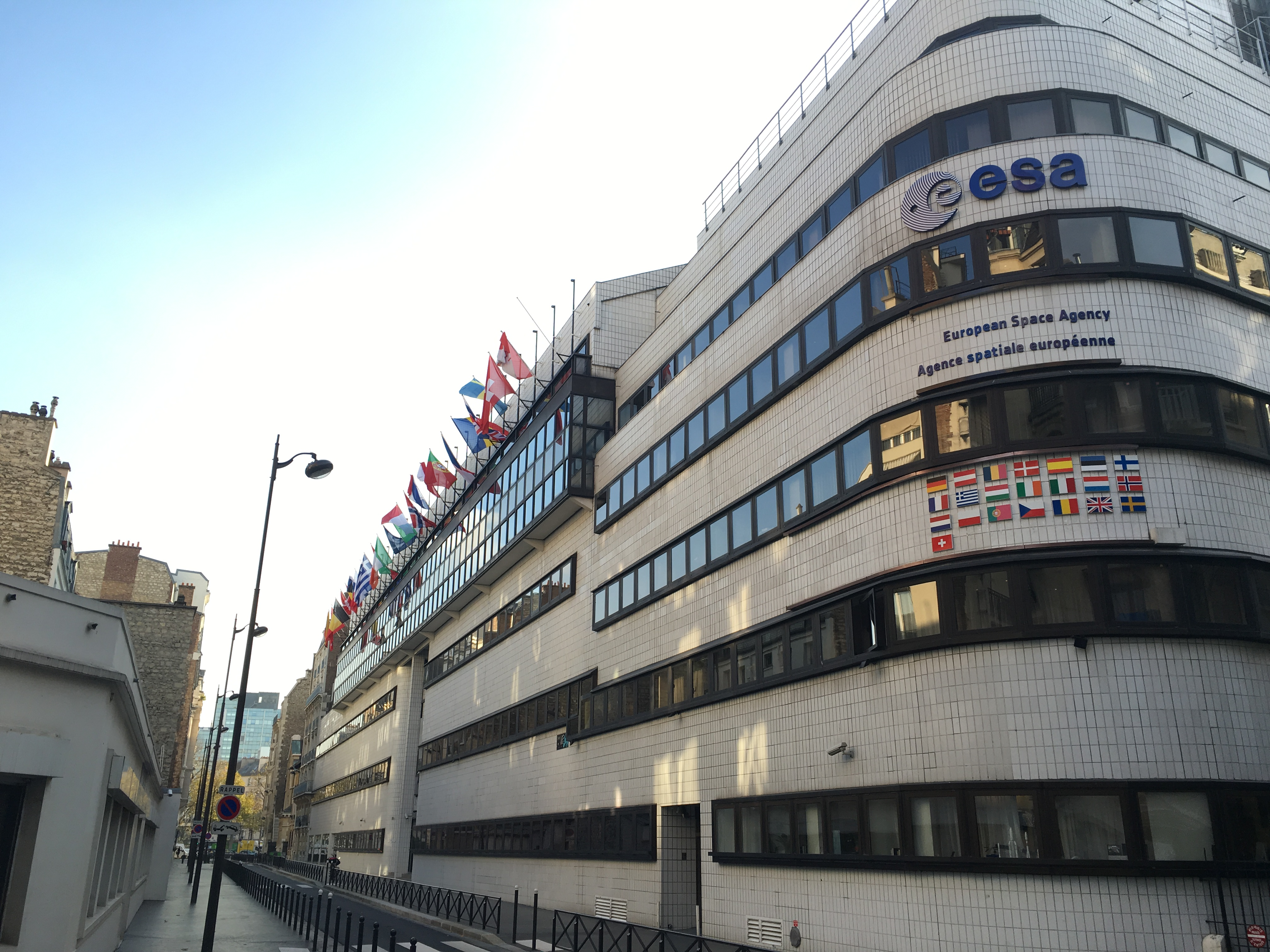
Sede central de la Agencia Espacial Europea en París.

- FAA Office of Commercial Space Transportation (FAA/AST)
- Administración Nacional de la Aeronáutica y del Espacio (NASA)
- Consejo Nacional del Espacio
- Agencia India de Investigación Espacial (sucesor de Indian National Committee for Space Research)
- Agencia Espacial Europea
- Administración Espacial Nacional China
- Corporación Espacial Estatal (Roscosmos)
- Agencia Japonesa de Exploración Aeroespacial (JAXA)
- Oficina de Naciones Unidas para Asuntos del Espacio Exterior (UNOOSA)
- Office of Space Commerce (Departamento de Comercio de Estados Unidos DOC)
- Center of Excellence for Commercial Space Transportation (COE CST) (Administración Federal de Aviación (FAA))

### Instituciones académicas
- Space Studies Institute (fundado por Dr. Gerard K. O'Neill de la Universidad de Princeton)
- Space Policy Institute (Universidad George Washington; fundado por Dr. John M. Logsdon)
- Universidad Internacional del Espacio (ISU)
- Instituto Tecnológico de Massachusetts (MIT Media Lab's Space Exploration Initiative)
- Embry-Riddle Aeronautical University (B.S. in Commercial Space Operations)
- Universidad Purdue (The Neil Armstrong Hall of Engineering Project Buzz Aldrin-Purdue)
- Universidad de Maryland (Space Systems Lab incl. The Neutral Buoyancy Research Facility)
- University of North Dakota (Dept. of Space Studies)
- American Military University (Online B.S. in Space Studies)
- Universidad de Colorado en Colorado Springs (Master of Engineering in Space Operations)
- Webster University (M.S. in Space Systems Operations Management)
- Universidad Estatal de Arizona (NewSpace Initiative)
- National Institute of Aerospace
- Students for the Exploration and Development of Space
- Space Camp
- Indian Institute Of Space Science and Technology, India ()
- Universidad de Míchigan (MEng: Space Engineering Program)

### Medios y eventos
- Ansari X-Prize
- Beyond the Cradle:  Envisioning a New Space Age conference (MIT Media Lab)
- Collier Trophy
- Canadian SmallSat Symposium (Toronto)
- Google Lunar X Prize
- International Space Development Conference (National Space Society)
- Katharine Wright Trophy
- (The) New Space Age Conference (MIT Sloan)
- NewSpace (Official Journal of the COE CST)
- NewSpace Conference (Space Frontier Foundation)
- NewSpace Global
- SmallSat Conference (Logan, UT)
- SmallSat Symposium (Menlo Park, CA)
- Space 2.0
- Yuri's Night